# Álló
Az álló a címerekben előforduló állatok (vagy emberek) egyik póza. Olyan címerállat (illetve ember), melynek teste egyenesen felfelé áll, a mellső lábait kinyújtja (az emberek tarthatnak valamit a kezükben) és a két hátsó lábán áll. Szokásos helyzetében az állat jobbra néz (az ember szembe fordul), amit nem kell külön megemlíteni a címerleírásban, csak azt, ha az állat például balfelé néző álló vagy másféle pózú, például szembenéző. Nem számít állónak (sem „repülőnek”) a kiterjesztett szárnyú, felegyenesedett testtel ábrázolt, oldalra néző sas és más szárnyas lény, mert ez a szokásos heraldikai pózuk. (A csukott szárnyú, egyenes testtartású madarakat ülőnek nevezzük.)

## Változatai
Ide tartoznak a megálló (en: statant, de: stehend) pózú állatok is, melyeknek mind a négy lába (a kétlábúaknál mindkét végtagja, ekkor: kétlábon megálló) a talajon vagy egymás mellett van, átlósan, mely biztosítja az egyensúlyt, a teste pedig vízszintes. Néha az egyik első láb mérsékelten megemelkedhet, illetve a két első láb szorosan egymás mellett is lehet, mely úgy tűnik, mintha az állat nyújtózkodna.
Az induló (de: steigend) olyan négylábon álló állat, mely a fejét felfelé tartja és a farkát lekonyítja, miáltal az a benyomás keletkezik, hogy éppen megállt vagy indulásra kész, bár ez a különbségtétel nem feltétlenül szükséges.
A lépő (en: passant) olyan álló címerállat (főleg oroszlán), mely három lábon áll és az egyik lábát (általában a jobb mellsőt) vízszintesen kinyújtja, miáltal az a benyomás keletkezik, hogy éppen elindult. A lépő vagy induló állat lehet lépő-visszanéző, ha a feje hátrafelé fordul vagy lépő-szembenéző, ha a feje szembe néz. Az oroszlán esetében ezt az ábrázolásmódot a régebbi heraldikában leopárdnak nevezték, ha a kinyújtott nyelve kék (főleg az angol heraldikában).
A legelő (de: weidend) olyan bárány, kos vagy más növényevő állat, mely mind a négy lábával a talajon áll és a fejét lefelé ereszti. A leeresztett fejű ragadozóknál a vizslató kifejezés használható.
Az ugró (en: saliant, de: springend) az álló helyzet egyik változatának tekinthető, amikor a két hátsó lábán (néha kissé megtörten) álló címerállat teste harántosan, nagyjából derékszögben előredől és a két mellső lábát előre nyújtja.
A futó (en: courant) az álló helyzet változata, amikor a címerállat mind a mellső, mind a hátsó lábait teljesen előre, illetve hátrafelé nyújtja és a teste is teljesen megnyúlik.

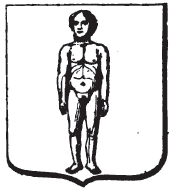
(Álló) meztelen ember (en: naked man)
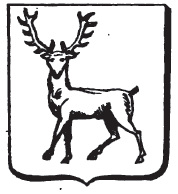
Négylábon álló-szembenéző szarvas (en: stag standing at gaze)
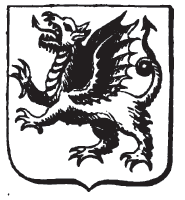
Álló sárkány (en: dragon rampant)
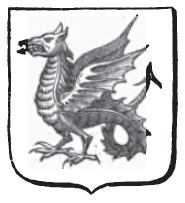
(Megálló) sárkánykígyó (en: wivern)
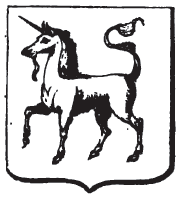
Lépő (esetleg álló) egyszarvú (en: unicorn passant)
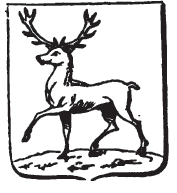
Lépő szarvas (en: buck tripping)
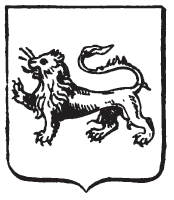
Lépő oroszlán (en: lion passant)
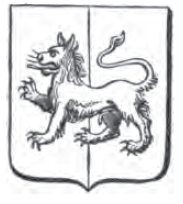
Lépő tigris (en: tiger passant)
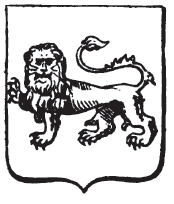
Lépő-szembenéző oroszlán (en: lion passant guardant)
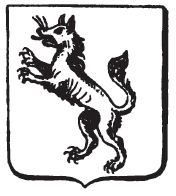
Ugró farkas (en: wolf saliant)
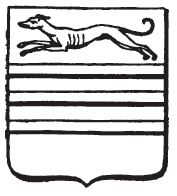
Futó agár (en: greyhound courant)
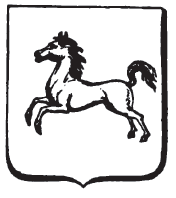
Futó ló
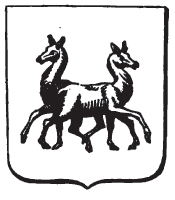
Egymást elmellőző őztehenek (en: hinds counter-tripping) (Vö. egymástól elforduló)
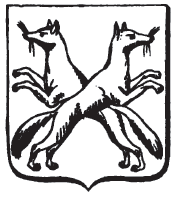
Egymást keresztben átugró rókák (en: foxes counter-saliant) (Vö. egymástól elforduló)